# Megachile takaoensis
Megachile takaoensis är en biart som beskrevs av Cockerell 1911. Megachile takaoensis ingår i släktet tapetserarbin, och familjen buksamlarbin. Inga underarter finns listade i Catalogue of Life.